# 〈약해도 이길 수 있습니다〉 카이세이 고교 야구부의 시어리
《〈약해도 이길 수 있습니다〉 카이세이 고교 야구부의 시어리》(일본어: 「弱くても勝てます」 開成高校野球部のセオリー)는 타카하시 히데미네에 의한 논픽션 서적이다.

## 개요
일본의 학교에서도 수재가 많다고 알려진 칸세이 고등학교(도쿄도)의, 상식을 벗어난 유니크한 야구부를, 감독과 선수들의 인터뷰를 바탕으로 하여 소개했다.

## 텔레비전 드라마
《약해도 이길 수 있습니다~아오시 선생님과 풋내기 고교 야구 선수의 야망~》(일본어: 弱くても勝てます 〜青志先生とへっぽこ高校球児の野望〜)으로, 2014년 4월 12일부터 6월 21일까지 닛폰 TV 계열의 토요드라마 시간대(매주 토요일 21:00 ~ 21:54, JST)에서 방송되었다. 주연은 니노미야 카즈나리.
캐치프레이즈는, 〈약해도, 이길 수 있다. 분명, 잘 될 거야!〉.

### 캐스트

#### 오다와라 죠토쿠 고교

##### 야구부
타모 아오시 (30) - 니노미야 카즈나리 (아라시)
야구부 감독으로, 3학년 B반 담임.
아카이와 키미야스 - 후쿠시 소타
투수. 3학년 B반.
타루미 유즈코 - 아리무라 카스미 (6세:히라사와 코코로)
야구부 매니저. 3학년 B반.
시라오 츠요시 - 나카지마 유토 (Hey! Say! JUMP)
3루수. 야구부 유일의 실력자. 3학년 B반.
에바토 코키 - 야마자키 켄토
포수. 캡틴. 3학년 B반.
카메자와 슌이치 - 혼고 카나타
1루수. 전 취주악부. 3학년 B반.
오카도메 케이 - 마미야 쇼타로
중견수. 3학년 D반.
시카타 에이스케 - 사쿠라다 도리
서브 멤버. 2학년.
카시야마 마사시 - 스즈키 카츠히로
2루수. 2학년.
우시마루 나츠히코 - 야나기 슌타로
좌익수 2학년.
미츠야스 유타 - 히라오카 타쿠마
유격수. 신입 부원. 1학년.
이세다 히데토 - 아쿠츠 신타로
우익수. 신입 부원. 1학년.
마스모토 노부키 - 아라카와 요시요시
부장. 지리 담당 교사.
산조 - 사사노 타카시
교장.

##### 3학년 B반
나카오 카즈야 - 오키야마 쇼야

외

#### 도토 가쿠인 고교

##### 야구부
미네 나오스케 - 카와하라 카즈히사
감독.
야치다 켄타로 - 이치카와 에비조
야구부 OB. 아오시의 영원의 라이벌.

#### 그 외
토네 리코 - 아소 쿠미코
스포츠 전문지 〈Trophy〉 세이쇼 지구 고교 야구 담당 스포츠 기자.
아카이와 하루토시 - 미츠이시 켄
키미야스의 아버지. 〈서던 윈드〉의 단골 손님.
타루미 카에데 - 야쿠시마루 히로코
유즈코의 어머니. 찻집 〈서던 윈드〉의 오너.

### 스태프
- 원작 - 타카하시 히데미네 《〈약해도 이길 수 있습니다〉 카이세이 고교 야구부의 시어리》
- 각본 - 쿠라모치 유타카, 네모토 논지
- 음악 - 이노우에 아키라
- 연출 - 스가와라 신타로, 이케다 켄지, 아카시 히로토
- 주제가 - 아라시 〈GUTS!〉 (제이 스톰)
- 사운드 디자인 - 이시이 카즈유키
- 촬영 협력 - 오다와라시, 카나가와 현립 오다와라 고등학교
- 취재 협력 - 카나가와 대학 이학부
- 협력 - 신초샤
- 치프 프로듀스 - 이토 히비키
- 프로듀스 - 카와노 히데히로, 오오쿠라 히로코
- 제작 협력 - 닛테레 악스온
- 제작 저작 - 닛폰 TV

### 방송 일자
| 각 화                                                      | 방송일          | 부제                                                                                           | 각본            | 연출            | 시청률 |
| ---------------------------------------------------------- | --------------- | ---------------------------------------------------------------------------------------------- | --------------- | --------------- | ------ |
| 제1화                                                      | 2014년 4월 12일 | 괴짜!? 교사의 야망                                                                             | 쿠라모치 유타카 | 스가와라 신타로 | 13.4%  |
| 제2화                                                      | 4월 19일        | 실화 원작 드라마화! 선생님 달린다! 수재 풋내기 야구부에 괴롭힘과 애달픈 첫사랑                 | 쿠라모치 유타카 | 스가와라 신타로 | 11.7%  |
| 제3화                                                      | 4월 26일        | 돌아가신 아버지께 맹세하는 모녀의 야망! 여자로 훌륭해!! 학비 체납의 빈핍 부원을 구해내라       | 쿠라모치 유타카 | 이케다 켄지     | 9.4%   |
| 제4화                                                      | 5월 3일         | 실화 원작 드라마화! 마침내 발견! 수재 약소 야구부가 약한 채로 이기는 시어리                    | 쿠라모치 유타카 | 스가와라 신타로 | 7.6%   |
| 제5화                                                      | 5월 10일        | 첫 시합! 수비를 버리고(필) 혼잡 타법 폭발! 고생하는 학생의 대결단과 사랑의 삼각관계            | 쿠라모치 유타카 | 이케다 켄지     | 11.9%  |
| 제6화                                                      | 5월 17일        | 잘 가 홈런 눈물의 최종 타석… 야구부가 떠난다 벗에게 보내는 이별의 문화제                       | 쿠라모치 유타카 | 스가와라 신타로 | 10.4%  |
| 제7화                                                      | 5월 24일        | 강화 합숙! 남자 투성이로 싸움 속출! (필) 타법으로 도쿄대에도 형제 싸움도 사랑도 이겨!          | 쿠라모치 유타카 | 이케다 켄지     | 9.9%   |
| 제8화                                                      | 5월 31일        | 불상사!!                                                                                       | 네모토 논지     | 아카시 히로토   | 8.5%   |
| 제9화                                                      | 6월 7일         | 코시엔 예전 1회전! 이길 수 있는 확률은 1.9%되는가!? 약한 놈들의 눈물의 첫 승리                 | 네모토 논지     | 스가와라 신타로 | 7.4%   |
| 제10화                                                     | 6월 14일        | 풋내기 야구부에 최고의 감독 있음! 초약소교가 강호교에 이기다!? 눈물의 라스트에                 | 쿠라모치 유타카 | 이케다 켄지     | 8.4%   |
| 최종화                                                     | 6월 21일        | 졸업…니노미야 카즈나리, 눈물의 15분간의 라스트 메시지!! 실패를 두려워하지 말고 힘껏 휘둘러라!! | 쿠라모치 유타카 | 스가와라 신타로 | 8.9%   |
| 평균 시청률 9.9% (시청률은 칸토 지구·비디오 리서치사 조사) |                 |                                                                                                |                 |                 |        |

- 제1화는 20분 연장 (21:00 ~ 22:14).